# Ilan Lejbowicz
Ilan Lejbowicz (hebr.: אילן ליבוביץ, ang.: Ilan Leibovitch, ur. 25 stycznia 1967 w Rechowot) – izraelski prawnik i polityk, w latach 2003–2006 poseł do Knesetu.

## Życiorys
Urodził się 25 stycznia 1967 w Rechowot.
Służbę wojskową zakończył w stopniu kapitana. Ukończył politologię i stosunki międzynarodowe (B.A.) na Uniwersytecie Hebrajskim w Jerozolimie, a następnie prawo w College’u Zarządzania w Riszon le-Cijjon.
Zasiadał w zarządzie przedsiębiorstwa komunalnego w Rechowot; był także przewodniczącym lokalnego oddziału Menucha Nechona – organizacji ułatwiającej świecki pochówek Żydów.
W wyborach parlamentarnych w 2003 po raz pierwszy i jedyny dostał się do izraelskiego parlamentu z listy Szinui. W szesnastym Knesecie zasiadał w komisjach spraw zagranicznych i obrony; ds. statusu kobiet i równouprawnienia; ds. zagranicznych pracowników; spraw gospodarczych; kontroli państwa oraz ds. nadzoru nad telewizją i radiem. W 2006 utracił miejsce w parlamencie.